# Zambrano (Nicaragua)
Zambrano es una comarca en el municipio de Tipitapa, Nicaragua. Se encuentra en la parte central del país, en la parte sur del municipio, a lo largo de la carretera entre Tipitapa y Tisma. En 2005, la población era 713 habitantes.

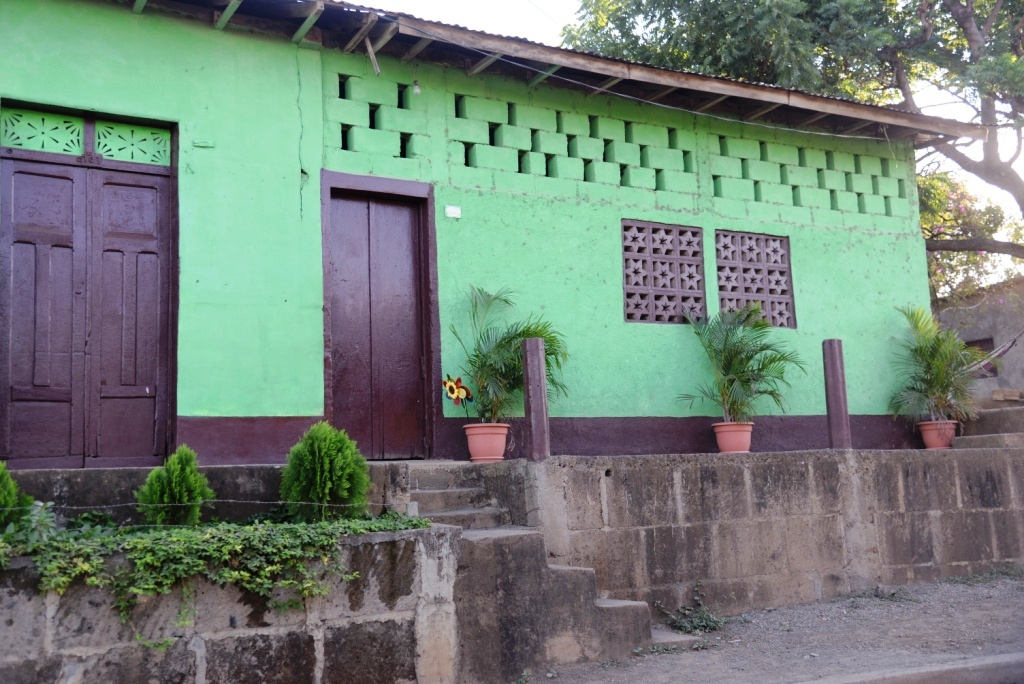
Casa en Zambrano

## Historia
En 1847, Zambrano se convirtió al municipio cuando fue elevado al rango de pueblo, llamado San José. Sin embargo,no recibió el crecimiento esperado, y en 1851 se perdieron los derechos de pueblo y se convirtió otra vez a una aldea del municipio de Tipitapa.